# Psí kuchyně
Psí kuchyně je přírodní rezervace východně od obce Janov v k.ú. Janov u Litomyšle, Opatov v Čechách a Semanín v okrese Svitavy a Ústí nad Orlicí. Nařízením Pardubického kraje s účinností od 1. dubna 2017 byla zrušena původní vyhláška Okresního úřadu Svitavy a rezervace nově byla zřízena. Oblast spravuje Agentura ochrany přírody a krajiny ČR.
Důvodem ochrany jsou vlhkomilná vysokobylinná lemová společenstva nížin a horského až alpínského stupně, bučiny asociace Asperulo-Fagetum, smíšené jasanovo-olšové lužní lesy temperátní a boreální Evropy (Alno-Padion, Alnion incanae, Salicion albae).

## Geologie
Podložní horniny patří k České křídové tabuli, zastoupeny jsou opuky, slíny a pískovce křídového stáří, překryté místy třetihorními jíly a štěrkopísky.

## Flóra
Mezi dřevinami dominují buk lesní (Fagus sylvatica) a smrk ztepilý (Picea abies), zastoupení má dále dub zimní (Quercus petraea), javor klen (Acer pseudoplatanus) a jasan ztepilý (Fraxinus excelsior). V bylinném patře ze zvláště chráněných druhů je to áron plamatý (Arum maculatum), bledule jarní (Leucojum vernum), kruštík modrofialový (Epipactis purpurata), okrotice bílá (Cephalanthera damasonium), vemeník dvoulistý (Platanthera bifolia), z dalších rostlin pak čarovník alpský (Circaea alpina), lýkovec jedovatý (Daphne mezereum), ječmenka evropská (Hordelymus europaeus), plavuň vidlačka (Lycopodium clavatum), strdivka jednokvětá (Melica uniflora) či prvosenka jarní (Primula veris).

## Fauna
Lesní porosty jsou hnízdištěm zvláště chráněných druhů ptáků, jako je holub doupňák (Columba oenas), čáp černý (Ciconia nigra), včelojed lesní (Pernis apivorus), sýc rousný (Aegolius funereus), jestřáb lesní (Astur gentilis), krkavec velký (Corvus corax), výr velký (Bubo bubo), dále datel černý (Dryocopus martius), káně lesní (Buteo buteo), puštík obecný (Strix aluco) a žluna šedá (Picus canus). Ze zvláště chráněných druhů hmyzu je to svižník polní (Cicindela campestris), zdobenec zelenavý (Gnorimus nobilis) a střevlík Carobus arcensis, z obojživelníků ropucha obecná (Bufo bufo), ještěrka živorodá (Zootoca vivipara), hady zastupuje zmije obecná (Vipera berus) a užovka obojková (Natrix natrix).